# El tràngol de l'Obèlix
El tràngol de l'Obèlix o El tràngol d'Obèlix (títol original en francès: La Galère d'Obélix) és el trentè àlbum de la sèrie Astèrix el gal. Va ser el sisè publicat després de la mort de René Goscinny, quedant Albert Uderzo encarregat del guió i del dibuix. Va ser publicat en francès el 1996 i el 2005 comptava 2.700.000 exemplars venuts només a França.

## Sinopsi
Malgrat la prohibició de Panoràmix, Obèlix decideix beure d'amagat de la poció màgica i com a efecte secundari acaba convertint-se en granit. En un intent de tornar-lo a la normalitat, accidentalment el druida el fa tornar al físic de la infantesa. L'única solució que se li acut, és trobar la mítica Atlantida en un intent de tornar Obèlix a l'edat adulta.
Mentrestant uns esclaus fugitius, roben la galera de Juli Cèsar i van a la recerca del poble dels gals buscant la llibertat.

## Curiositats
- El líder dels esclaus fugitius, anomenat Espartakis és una caricatura de Kirk Douglas, que va interpretar Espartac en la seva adaptació cinematogràfica.[5]
- Un dels esclaus, d'origen bretó, és nebot de Noiquintorax, que había aparegut a Astèrix a Bretanya.
- Tot i que Obèlix había begut unes gotes de poció màgica a l'album Astèrix i Cleopàtra fins a aquest volum no sabem el motiu pel qual té prohibit beure'n.
- El summe sacerdot de l'Atlàntida és una caricatura de Jean-Paul Rouland, locutor de ràdio, televisió, dramaturg i pintor francès.[6]